# Callianidea typa
Callianidea typa är en kräftdjursart som beskrevs av H. Milne Edwards 1837. Callianidea typa ingår i släktet Callianidea och familjen Callianideidae. Inga underarter finns listade i Catalogue of Life.